# Barry Robson
Barry Robson (Inverurie, 1978. november 7. –) skót labdarúgó, a Celtic ballábas skót válogatott középpályása.

## Klubkarrier

### A kezdetek
Robson a Rangers csapatában kezdte karrierjét, de nem volt esélye az első csapatba kerülésre, így 2007 októberében aláírt az Inverness-hez. Bár itt sem volt meghatározó játékos, hozzásegítette csapatát 1999-ben a másodosztály megnyeréséhez, ami az élvonalba való feljutást eredményezte.

### A Dundee Unitedben
2003 májusában a Dundee United 50 000 és 100 000 font közötti összeg ellenében leigazolta Robsont. Noha bemutatkozó mérkőzésén kiállították, a alapember lett új csapatában, a 2004–2005-ös szezonban mindössze kétszer nem lépett pályára. Csapata házi góllövőlistáján a második helyen végzett 9 góllal, s az ő találatával maradt benn a csapat, amit az utolsó fordulóban régi klubja, az Inverness ellen szerzett. 2005 decemberében meghívták a skót B válogatottba.
A 2006–2007-es szezont már csapatkapitányként kezdte, és már az első fordulóban, a Falkirk ellen gólt lőtt. Még augusztusban lejátszotta 100. bajnokiját a Dundee United-ben, két gólt szerzett e találkozón a St. Mirren ellen, igaz, a mérkőzés végén kiállították. 2007 februárjában 2011-ig meghosszabbította szerződését, amit márciusban a Hearts idegenbeli 4:0-s legyőzésekor élete első mesterhármasával ünnepelt meg. 11 góljával ő lett a liga leggólerősebb középpályása. Sőt, ha a meccsenkénti gólátlagot nézzük, csak a gólkirály, a Rangers csatára, Kris Boyd volt nála eredményesebb.
A következő idényben Robson még jobb átlagot tudhatott magáénak, hiszen mielőtt távozott volna a Celticbe, 24 tétmérkőzésen 12-szer talált be az ellenfelek kapujába. Ebből 11-et a bajnokságban lőtt, így csapattársa, Noel Hunt mögött a liga góllövőlistájának második helyén állt. A góljai közül hatot 2008 januárjában szerzett, a Hearts ellen például egy év alatt másodszor is mesterhármast ért el.

### A Celticben
A januári átigazolási időszak utolsó napjának estéjén Robson aláírt a Celtichez. 2008. február 10-én mutatkozott be új csapatában az Aberdeen ellen, és mindjárt első labdaérintéséből gólt szerzett, a kapuba csavarva egy szabadrúgást. Második találatát a Celticben Bajnokok Ligája-bemutatkozásán szerezte, amikor a Barcelona ellenében Aiden McGeady beadását a tizenhatosról átfejelte Víctor Valdes fölött; végül a katalán csapat 3:2-re győzött a Celtic Parkban. Első Old Firm-gólját Robson április 27-én szerezte, amikor tizenegyesből győztes gólt lőtt a Rangers ellen 3:2-re megnyert rangadón. Szintén tizenegyesből szerzett győztes gólt a 2008–2009-es szezon nyitófordulójában, a St. Mirren ellen - ekkor 1:0-ra győzött csapata.

## A válogatottakban
Robson 2006 márciusában pályára lépett a skót B válogatottban. Az első csapatban 2007 augusztusában mutatkozott be Dél-Afrika ellen, a második félidőben állt be csereként. Első válogatottbeli góljára 2008 szeptemberéig kellett várnia, akkor az Izland elleni vb-selejtezőn volt eredményes.

### Válogatottbeli góljai
| Sorszám | Dátum                | Helyszín          | Ellenfél | Eredmény | Végeredmény | Sorozat              |
| ------- | -------------------- | ----------------- | -------- | -------- | ----------- | -------------------- |
| 1.      | 2008. szeptember 10. | Reykjavík, Izland | Izland   | 2-0      | 2-1         | 2010-es vb-selejtező |

## Sikerei, díjai
- Skót Kupa-második: 2004–2005
- Scottish Premier League-győztes: 2007–2008